# 1920 في الأرجنتين
فيما يلي قوائم الأحداث التي وقعت خلال عام 1920 في الأرجنتين.

## رياضة
- 1 يناير – دوري الدرجة الأولى الأرجنتيني 1920 الفائز بوكا جونيورز.

## مواليد

### يناير
- 1 يناير – زوليما كاسترو دي بينيا ناشطة حقوق إنسان أرجنتينية.
- 1 يناير – مارينا وايزمان مهندسة معمارية أرجنتينية.
- 16 يناير – ألبرتو كرسبو
- 23 يناير – هوغو جيورجي لاعب كرة قدم أرجنتيني.

### مارس
- 10 مارس – خوليو بولبوتشان
- 17 مارس – أولغا أوروزكو كاتبة أرجنتينية.

### أبريل
- 29 أبريل – رافاييل غونزاليس مبارز بالسيف أرجنتيني.

### يونيو
- 1 يونيو – فرنسيس نافارو ممثلة أرجنتينية.
- 7 يونيو – روبن هيوز ممثل أمريكي.
- 7 يونيو – كارلوس جوروستيثا
- 19 يونيو – خوسيه فالي مدرب، ولاعب كرة قدم أرجنتيني.

### يوليو
- 2 يوليو – فرناندو أيالا

### أغسطس
- 22 أغسطس – خورخي كانافيسي مدرب كرة سلة أرجنتيني.

### سبتمبر
- 3 سبتمبر – ليون فيراري فنان أرجنتيني.
- 14 سبتمبر – ألبرتو كالديرون رياضياتي أرجنتيني.
- 16 سبتمبر – ميغيل دياب لاعب كرة سلة أوروغواياني.
- 27 سبتمبر – ماركوس أوريليو دي باولو لاعب كرة قدم أرجنتيني.

### أكتوبر
- 17 أكتوبر – زولي مورينو ممثلة أرجنتينية.
- 26 أكتوبر – مورين دنلوب دي بوب
- 29 أكتوبر – هيلدا برنارد ممثلة أرجنتينية.

## وفيات

### فبراير
- 14 فبراير – أوتو كراوز (مواليد 1856) مهندس أرجنتيني.

### أكتوبر
- 18 أكتوبر – لويس خورخي فونتانا (مواليد 1846) عسكري أرجنتيني.